# Balongtani
Balongtani is een bestuurslaag in het regentschap Sidoarjo van de provincie Oost-Java, Indonesië. Balongtani telt 2502 inwoners (volkstelling 2010).